# Championnats de Tunisie d'athlétisme 1978
Navigation
1977 1979
Les championnats de Tunisie d'athlétisme 1978 sont une compétition tunisienne d'athlétisme se disputant en 1978.
Quatre records sont battus à cette occasion. Le 110 m haies est battu conjointement par Jalel Rouissi et Abdessatar Mouelhi, le premier issu de la catégorie seniors, le second de la catégorie juniors, ce qui lui permet de détenir à la fois les records des deux catégories. Fethia Jerbi continue à améliorer régulièrement le record du lancer du disque. Samia Ben Osman bat le record du 200 m après avoir battu celui du 100 m. Enfin, Tayssir Ghannouchi s'approprie le record du 400 m haies disputé pour la première fois en championnat. 
Avec neuf titres, la Zitouna Sports continue à accaparer la première place du championnat devant l'Étoile sportive du Sahel (six titres), qui a perdu Kawthar Akermi, passée chez l'équipe rivale de l'Espérance sportive de Tunis (cinq titres), et le Stade tunisien (quatre titres).
Notons également la double victoire du jeune champion du monde scolaire, Fethi Baccouche, la défaite d'Abdelkader Zaddem en fin de carrière, au 3 000 m steeple, et le début du règne de Tarek Chaabani sur le lancer du javelot.

## Palmarès
| Discipline            | Hommes                              | Hommes            | Femmes             | Femmes        |
| --------------------- | ----------------------------------- | ----------------- | ------------------ | ------------- |
| 100 m                 | Hichem Zaouali                      | 11 s              | Samia Ben Osman    | 12 s 3        |
| 200 m                 | Salah Gadri                         | 22 s 1            | Samia Ben Osman    | 25 s 7        |
| 400 m                 | Salah Gadri                         | 49 s 6            | Dananir Zorgati    | 59 s 2        |
| 800 m                 | Khaled Belhassen                    | 1 min 56 s        | Halima Hidri       | 2 min 14 s 8  |
| 1 500 m               | Fethi Baccouche                     | 3 min 59 s 9      | Rachida Oueslati   | 4 min 43 s 5  |
| 3 000 m               |                                     |                   | Rachida Oueslati   | 10 min 10 s 3 |
| 5 000 m               | Fethi Baccouche                     | ?                 |                    |               |
| 10 000 m              | Hédi Guendouzi                      | 30 min 50 s 2     | -                  | -             |
| 100 m haies           |                                     |                   | Zohra Azaïez       | 15 s 2        |
| 110 m haies           | Abdessatar Mouelhi et Jalel Rouissi | 14 s 9            | -                  | -             |
| 400 m haies           | Faouzi Mkaddem                      | 58 s 4            | Tayssir Ghannouchi | 1 min 8 s 5   |
| 3 000 m steeple       | Mohsen Ouerfelli                    | 9 min 45 s 5      | -                  | -             |
| Relais 4 × 100 mètres | Espérance sportive de Tunis         | 43 s 5            | Zitouna Sports     | 51 s 7        |
| Relais 4 × 400 mètres | Stade tunisien                      | 3 min 23 s 5      | Zitouna Sports     | 4 min 9 s 2   |
| Saut en longueur      | Khaled Methenni                     | 7,18 m            | Zohra Azaïez       | 5,45 m        |
| Triple saut           | Mohamed Ben Abdellatif              | 15,18 m           | -                  | -             |
| Saut en hauteur       | Saïd Mourali                        | 1,95 m            | Kawthar Akermi     | 1,60 m        |
| Saut à la perche      | Abdellatif Chekir                   | 3,40 m            | -                  | -             |
| Lancer du poids       | Abderrazak Belhassine               | 15,44 m           | Sawssen Chaâban    | 12,01 m       |
| Lancer du disque      | Abderrazak Belhassine               | 52,80 m           | Fethia Jerbi       | 46,32 m       |
| Lancer du marteau     | Youssef Ben Abid                    | 51,92 m           | -                  | -             |
| Lancer du javelot     | Tarek Chaabani                      | 69,98 m           | Wissem Chennoufi   | 38,20 m       |
| 20 km marche          |                                     |                   |                    |               |
| Décathlon             |                                     |                   |                    |               |
| Pentathlon            |                                     |                   |                    |               |
| Marathon              | Allala Raddaoui                     | 2 h 30 min 34 s 4 |                    |               |